# 현대로템
현대로템은 철도차량과 방산 제품을 제작하는 대한민국의 기업이다.

## 연혁

### 통합 이전
현대로템(주)의 창립시기는 공식적으로 1977년으로 기록하고 있는데 이는 구 현대정공(주)의 창업 시기로서 그 후신인 현대모비스(주)로부터 핵심사업인 철도차량과 플랜트 및 중기(방위)사업을 넘겨받은 것과 연관성이 있다. 그러나 실제 현재의 법인은 1999년 7월 1일 3사 철차사업부 통합법인이 출범, 한국철도차량주식회사가 설립된 것이 시초이며 통합 이전에 존재하였던 현대정공, 대우중공업, 한진중공업 등이 철도차량사업을 시작한 시기도 각기 다르다.

#### 현대정공(주)철도차량사업부 시절
- 1976년 7월 현대조선 중공업(주) "철도차량사업부"가 디젤전기기관차와 전기기관차의 제조업체로 지정받으면서 본격적인 철도차량 생산체계 구축.
- 1978년 현대조선 중공업(주)의 철도차량사업부문 분리, 현대차량주식회사로 발족.
- 1979년 국내 최초 국산 디젤기관차 생산.
- 1980년 서울 지하철 2호선 저항제어방식 전동열차 납품. (1개편성 4량)
- 1983년 서울 지하철 2호선 초퍼제어방식 전동열차 납품.
- 1984년 한국형 K1전차 개발.
- 1985년 4월 현대차량(주) 대표이사로 정몽구 선임. 현대정공(주)에 피합병되어 철도차량사업부문으로 재편.
- 1985년 7월 19일 부산 도시철도 1호선에 국내최초로 스테인리스전동차 제작납품.(부산교통공사 1000호대 전동차)
- 1986년 7월 12일 유선형 신형기관차 개발.
- 1987년 10월 1일 한국형 88전차 개발.
- 1988년 1월 12일 푸쉬풀(PUSH - PULL) 새마을 동차납품 개시.
- 1989년 3월 항공사업 참여.
- 1991년 2월 자기부상열차 개발. 한국 고속철도차량 주 제작사로 선정.
- 1993년 2월 자기부상열차 개발 완료.
- 1993년 3월 서울 지하철 4호선 전동열차 납품.(서울교통공사 4000호대 VVVF 전동차)
- 1993년 11월 고속철도차량 주 조립업체로 선정.
- 1994년 5월 철도차량 ISO 인증획득.
- 1994년 1월 항공사업부 신설법인 현대우주항공(주)로 분할.
- 1995~1996년 서울 지하철 5호선 전동열차 납품.(서울특별시 도시철도공사 5000호대 전동차)
- 1996년 국내 최초 경전철 수주(필리핀 마닐라).
- 1998년 1월 2일 경부고속전철(KTX) 국산화 생산 착수.
- 1998~1999년 서울 지하철 1호선 신형전동차 납품.(서울교통공사 1000호대 VVVF 전동차)
- 1998년 9월 자기부상열차 실용화 모델 개발.

#### 대우중공업(주) 철도차량사업부 시절
- 1963년 5월 국영기업체 한국기계공업(주)로 발족
- 1964년 11월 철도차량 사업 참여
- 1968년 9월 신진자동차공업(주)가 경영참여
- 1973년 6월 부곡차량(주) 인수 합병, 철도 전문공장 건설
- 1976년 2월 대우실업(주)가 경영참여
- 1976년 10월 30일 대우기계(주) 합병 후 대우중공업(주)으로 상호 변경
- 1976년 12월 31일 SMSC 1호선 전동차 개발.
- 1979년 3월 새마을호 객차 및 우등객차 제작 납품, 우등 디젤전기 동차 5량 2개편성 제작 납품.
- 1980년 장거리용 우등형 전동차(EEC) 철도청에 납품.
- 1983년 2호선 쵸퍼제어 방식(GEC제휴) 전동차 최초 납품.
- 1985년 자기부상열차 개발 착수.
- 1992년 자기부상열차 시험모델 DMV92 개발.
- 1996년 4월 통근형 디젤동차(CDC) 철도청에 납품.
- 1998년 9월 30일 고속전철 객차 조립공장 준공
- 1999년 2월 3일 대우중공업(주)의 철도차량 사업부문을 현대, 한진과 통합하여 한국철도차량(주) 신설법인으로 이관.

#### (주)한진중공업철도차량사업부 시절
- 1937년 7월 10일 조선중공업(주) 설립
- 1945년 12월 국영기업 대한조선공사
- 1964년 9월 철도차량사업 시작
- 1968년 11월 6일 주식회사 대한조선공사로 민영화
- 1985년 12월 다대포공장 신축 및 철도차량공장 및 플랜트사업 이동
- 1986년 11월 부산지하철 전동차 6량 제작납품 시작 (현대정공에서 12량 하청)
- 1989년 5월 15일 (주)대한조선공사 및 4개 계열사 한진그룹 편입
- 1990년 6월 16일 (주)한진중공업으로 상호변경
- 1991~1993년 서울지하철공사 2, 3, 4호선용 전동차 64량 제작 납품
- 1993년 12월 과천선 전동차 24량 제작 납품
- 1994년 7월 분당선 전동차 52량 제작 납품
- 1996년 회사정리절차 종결결정(법정관리 해제)
- 1997년 8월 대구지하철 1호선 전동차 216량 제작 납품
- 1999년 서울도시철도공사 7, 8호선용 전동차 88량 제작납품

### 국내 철차제조사 통합
1997년 외환위기 직후 정부의 중복투자사업 구조조정 계획에 의거 1999년 7월 1일자로 대우중공업(주)와 (주)한진중공업 및 현대정공(주)가 철도차량 사업부문의 자산과 부채를 현물출자하여 한국철도차량주식회사가 설립되었다. 한국철도차량(주)는 후에 현대자동차그룹에 흡수된다.
- 1999년 5월 3일 철차3사(현대정공, 대우중공업, 한진중공업) 합작계약 체결.
- 1999년 7월 1일 한국철도차량주식회사 법인 설립.
- 1999년 11월 25일 대만철도청 전동차 56량 수주.
- 2000년 2월 5일 열차종합제어장치(TCMS), 열차자동제어시스템(ATC/ATO) 개발.
- 2000년 12월 16일 필리핀 마닐라 전동차 72량 수주.
- 2000년 12월 31일 당시 대우종합기계(주) 39.2%, (주)한진중공업 21.6%, 현대자동차(주) 39.2% 지분 소유.
- 2001년 5월 22일 인도 델리 지하철 1호선DMRC 전동차 240량 수주.
- 2001년 9월 29일 대우종합기계(주) 지분 현대자동차(주)에 매각.
- 2001년 11월 1일 현대자동차그룹으로 편입.
- 2001년 11월 30일 부산공장 폐쇄, 의왕·창원공장으로 이원화.

### 현대자동차그룹
2001년 10월 현대자동차에 인수된 직후 2001년 12월 28일 (주)로템으로 재출범하였다. 새로운 사명인 로템(Rotem)은 철도기술을 뜻하는 'Railroading Technology' 그리고 복합적인 체계의 통일성을 의미한 'System'을 결합시킨데서 유래하며, 과거 한국철도차량(주)을 뜻하는 KOROS의 기업이미지 개선 차원에서 사명 변경이 이루어졌다. 2006년 10월 16일에 한진중공업이 로템 보유지분을 매각하면서 2007년 11월 15일은 현대(HYUNDAI) 브랜드 가치를 활용하고자 사명을 현대로템(주)로 바꾸었다. 현재 현대로템(주)는 현대자동차(주)가 최대주주로 43.36%의 지분을 보유하고 있다.
- 2001년 10월 6일 인도 델리 지하철 1호선 전동차 수주
- 2001년 12월 28일 (주)로템으로 상호변경. 현대모비스(주)로부터 플랜트사업 및 방위사업 양수에 따른 창원공장 통합운영.
- 2002년 2월 국내 최초 알루미늄 전동차 개발.
- 2002년 국내 최초 고속차량(佛 알스톰 TGV 기반) KTX 출고
- 2002년 국산 동력집중식 시험고속차량연구개발 HSR-350(G7) 개발
- 2002년 9월 5일 그리스 아테네 전동차 126량 수주.
- 2002년 11월 29일 제39회 무역의 날 1억불 수출탑 수상.
- 2003년 3월 5일 브라질 살바도로 지하철 1호선 전동차 수주.
- 2004년 2월 1일 현대모비스(주)로부터 우주사업 양수.
- 2004년 6월 1일 홍콩전동차 32량 수주.
- 2004년 대한민국 산업자원부 선정 2003 대한민국 10대 신기술 '한국형 고속전철 HSR350X'
- 2004년 10월 대구 도시철도 2호선 전동차 120량 수주.
- 2004년 11월 1일 이란 디젤동차 120량 수주.
- 2004년 12월 7일 서울시메트로구호선 지분출자(최대주주).
- 2005년 1월 31일 아일랜드 디젤동차 120량 수주.
- 2005년 서울 지하철 9호선 E&M 턴키사업 수주.
- 2005년 9월 1일 의왕공장(구 대우중공업 생산공장) 폐쇄.
- 2005년 10월 31일 캐나다 무인경전철 40량 수주. 철도부문 창원 단일공장 운영 노사합의.
- 2006년 6월 8일 한국철도공사 신규고속차량 100량 수주.
- 2006년 10월 1일 현대모비스(주)로부터 환경사업 양수.
- 2006년 10월 9일 서울지하철 2호선 전동차 280량 등 수주.
- 2006년 11월 16일 부산김해간 경량전철 민간투자사업 시스템부문 수주.
- 2006년 12월 1일 K1A1전차 등 5항목 8,229억 수주.
- 2006년 12월 29일 한국철도공사 전기기관차 28량 수주.
- 2007년 8월 13일 브라질 상파울로 4호선 84량 수주.
- 2007년 9월 19일 인도전동차 DMRC 3기 156량 수주.
- 2007년 10월 신분당선 무인운전 전동차 신호시스템 수주. 현대제철(주)의 일관제철 연주설비 수주.
- 2007년 11월 6일 경의선 전동차 104량 수주.
- 2007년 11월 15일 현대로템주식회사로 상호 변경.
- 2007년 12월 24일 튀니지 전동차 76량 수주.
- 2007년 12월 28일 경전선 고속차량 90량 수주, 서울시 3호선 전동차 330량 수주.
- 2008년 3월 1일국내 동력집중식 고속차량 KTX-산천 첫 출고(세계 4번째)
- 2008년 현대자동차 러시아공장 풀라인 자동차생산설비 수주.
- 2008년 7월 29일 튀르키예 차기전차 기술지원사업 수주.
- 2008년 10월 31일 현대모비스(주)에 하이브리드 사업 양도.
- 2008년 11월 10일 튀르키예 마르마라이 전동차 440량 수주.
- 2008년 12월 8일 철도공사 전동차 186량 수주.
- 2009년 1월 12일 철도공사 경춘선 좌석형 전기동차 56량 수주.
- 2009년 2월 24일 인천 도시철도 2호선 사업 공급계약 74량 체결.
- 2009년 5월 13일 BMRCL 인도 방갈로전동차 150량 수주.
- 2009년 9월 16일 그리스 아테네 3호선 전동차 수주.
- 2009년 12월 11일 중국 심천 3호선 전장품 연장선 114량 및 기술이전.
- 2010년 1월 11일 방글라데시 디젤 기관차 수주.
- 2010년 3월 2일 한국형 KTX-산천 고속열차 상업운전 개시.
- 2010년 6월 29일 미국 덴버전동차 50량 수주.
- 2010년 서울 지하철 9호선 전동차 추가 수주.
- 2010년 12월 28일 튀르키예 TCDD전기기관차 80량 수주.
- 2010년 12월 29일 우크라이나 CS2전동차 90량 수주.
- 2010년 12월 31일 철도공사 화물용 전기기관차 31량 수주, 철도공사 전동차 196량 수주.
- 2011년 6월 24일 철도공사 간선형 전동차 138량 수주.
- 2011년 11월 21일 방글라데시 디젤전기기관차 11량 수주.
- 2012년 국내 동력집중식 시험고속차량 HEMU-430X 연구 개발
- 2012년 2월 17일 철도공사 호남선 고속철 220량 수주.
- 2012년 3월 16일 튀르키예 이즈미르 교외선 전동차 120량 수주.
- 2012년 4월 30일 우크라이나 전동차 90량 유지보수 수주.
- 2012년 9월 10일 인도 하이드라바드 지하철 전동차 171량 수주.
- 2012년 11월 23일 브라질 상파울로 전동차 옵션 90량 수주.
- 2012년 12월 17일 홍콩 MTR SCL 전동차 333량 수주.
- 2012년 12월 19일 이집트 카이로 메트로 1호선 전동차 180량 수주.
- 2012년 12월 27일 대곡소사 전동차 72량 수주.
- 2013년 1월 30일 중부발전 신보령 1, 2호기 석탄취급설비 수주.
- 2013년 2월 6일 대만 Talin 발전소 석탄취급설비 수주.
- 2013년 4월 1일 인도 DMRC RS10 전동차 486량 수주.
- 2013년 5월 3일 철도공사 일반형 전동차 60량 사업 수주.
- 2013년 호남고속철 고속차량 출고
- 2013년 6월 19일 김포 도시철도 사업 차량 46량 및 E&M 사업 수주. 뉴질랜드 마탕이 전동차 70량 수주.
- 2013년 6월 22일 브라질 상파울로 교외선 전동차 240량 수주.
- 2013년 10월 30일 한국거래소 유가증권시장 신규 상장.
- 2013년 11월 15일 부산 도시철도 1호선 전동차 사업(신조 48량, 개조54량) 수주.
- 2013년 12월 13일 브라질 살바도르 2호선 전동차 112량 수주.
- 2013년 12월 18일 미국 DTS 전동차 추가 10량 수주.
- 2013년 12월 27일 K-1중구난차량 10차 양산 차체 및 체계조립 외 21항목 수주.
- 2013년 12월 31일 현대제철 특수강 대형압연 가열로 공사 수주.
- 2014년 3월 4일 코레일 원강선 고속전철 150량 수주. 코레일 1호선 전동차 90량 수주.
- 2014년 3월 18일 수서고속철도(SRT) 고속차량 100량 수주.
- 2014년 5월 28일 인천국제공항공사 탑승교 64대 수주.
- 2014년 8월 7일 튀르키예 이즈미르 트램 수주.
- 2014년 8월 28일 GM LGR 7,500톤 탠덤프레스 라인 및 TO 프레스.
- 2014년 8월 튀르키예 이즈미르시 38편성 트램공급
- 2015년 5월 10일 튀르키예 안탈랴 18량 트램공급 386억원
- 2015년 SR 고속차량 출고
- 2016년 1월 22일 필리핀 마닐라 유니버설LRT 108량수주 5,300억원
- 2016년 5월 4일 이란 디젤동차 150량 공급MOU
- 2016년 5월 20일 말레이 무인전동차 232량 MRT 수주
- 2016년 5월 22일 경전선 해무 EMU 260 30량 동력분산식 고속철 최초수주 코레일
- 2016년 서울 지하철 9호선 4편성 1년 조기 납품
- 2016년 1월 필리핀 마닐라 전동차 5,814억원수주
- 2016년 8월 호주 NIF 전동차 8,894억원 수주
- 2017년 2월 이집트 카이로 3호선 4,330억원 수주
- 2017년 11월 인도 아메다바드 교외선 96량수주 MEGA 1,771억원
- 2017년 12월 이란 철도청 디젤동차 9,293억원 수주
- 2018년 2월 28일 캐나다 라인 밴쿠버공항선 무인전동차 24량 621억원 수주
- 2018년 6월 5일 대만 전동차 520량 9,098억원 일본 카와사키 제치고 19년만에 대만 사상최대 금액수주 (모델: EMU900계 전동차)
- 2019년 국산 동력분산식 고속차량 KTX-이음 첫 출고(세계 4번째)
- 2020년 2월 7일 싱가포르전동차 3600억 186량 수주
- 2020년 3월 20일 GTX-A 전동차 160량 3,452억 수주
- 2020년 6월 22일 GTX-A 1,192억 40량 추가수주
- 2020년 11월 9일 포드 공장 생산설비 763억 수주
- 2020년 11월 26일 한국형도시철도시스템 수주
- 2020년 12월 16일 한국형열차신호시스템 수주
- 2020년 12월 31일 신림선 운영및 유지보수 3,295억 수주
- 2021년 7월 6일 탄자니아 전동차·전기기관차 수주… 3354억 수주
- 2021년 7월 22일 1545억 규모 시드니 2층 전동차 수주 6900억 수주
- 2021년 9월 13일 1600억 원 규모의 전동차 추가 수주
- 2021년 11월 21일 대만 2078억원 규모 도시철도 연장 사업 수주
- 2022년 320km/h급 동력분산식 고속차량 KTX-청룡 출고
- 2024년 우즈베키스탄 수출 계약으로 국산 고속차량 첫 해외 수출 (모델: 아프로시욥 EMU-250)

## 주요 사업부문

### 철도사업

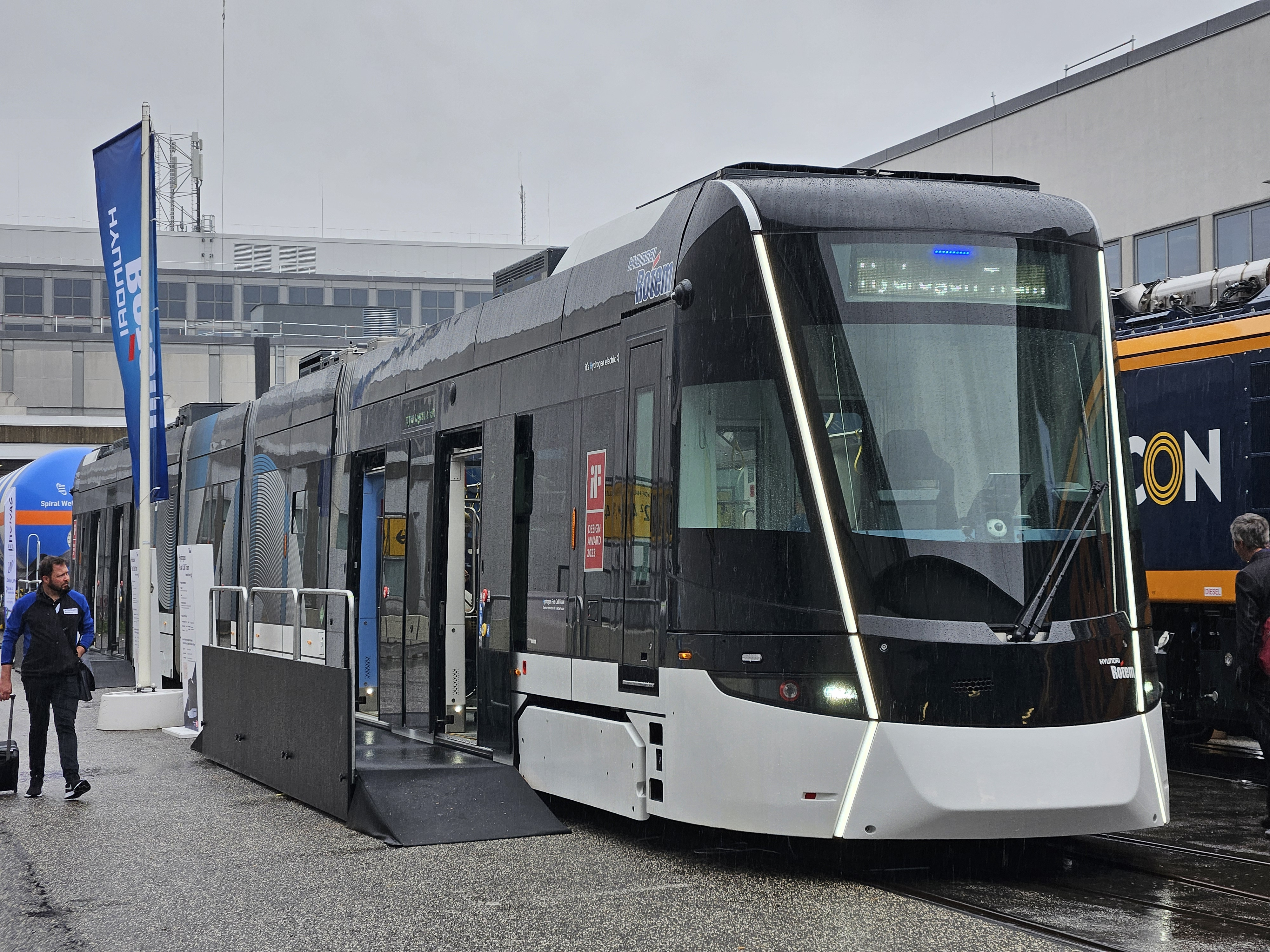
대전 도시철도 2호선에 사용될 수소 전기 트램

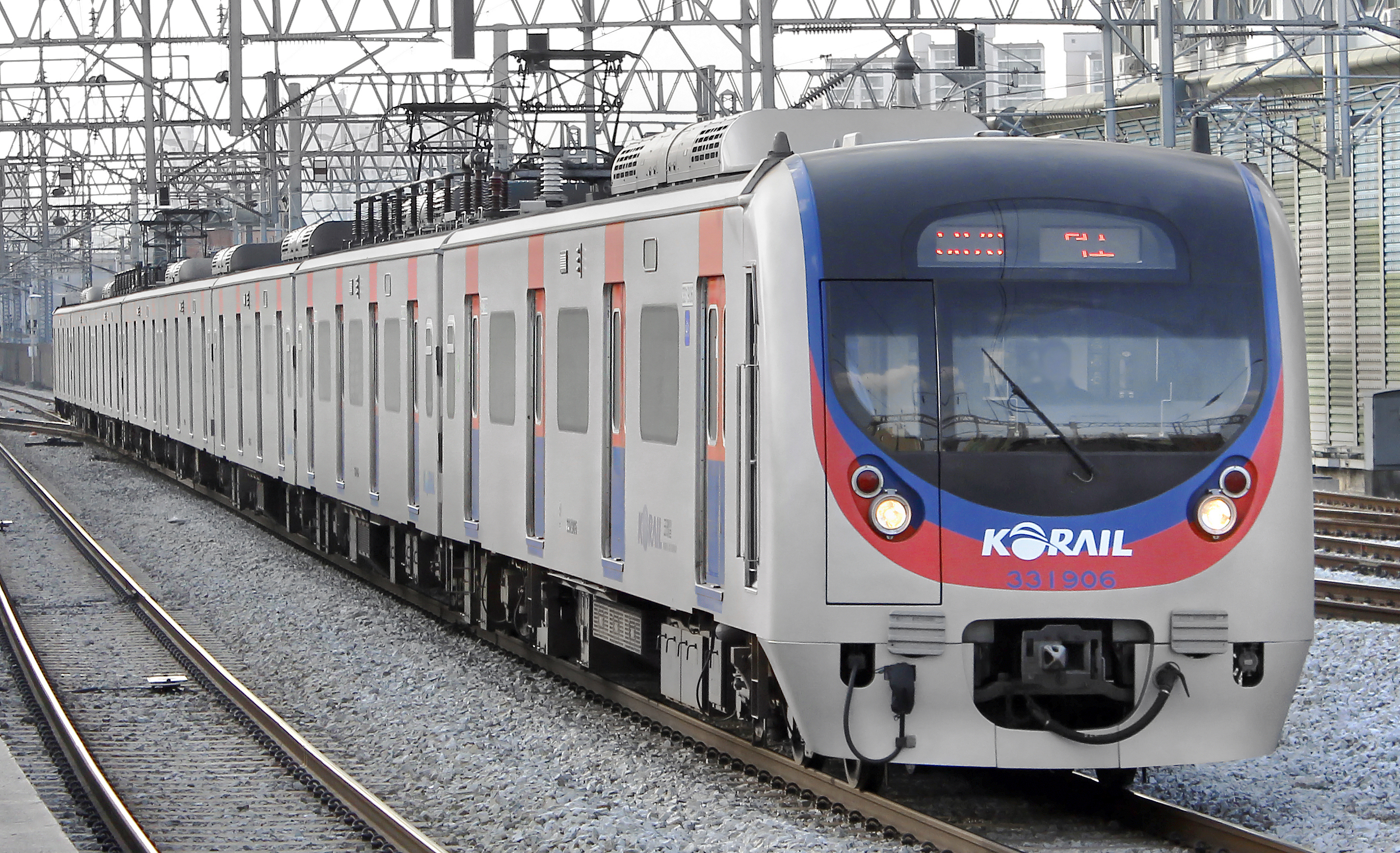
한국철도공사 331000호대 전동차

철도차량 제작은 현대로템의 주력 사업이며, 그밖에 철도, 관련된 신호, 통신, 시스템엔지니어링 사업 등을 아우른다. 현대로템의 철도차량은 고속열차, 통근형 전동차, 기관차, 경전철용 전동차, 디젤동차, 차세대형 자기부상열차 등에 이르기까지 다양한 종류의 열차를 생산하고 있으며, 홍콩, 마카오, 대만, 말레이시아, 필리핀, 미국, 튀르키예, 브라질, 인도, 아일랜드 등지에 철도차량을 수출했다.
현대로템 철차사업이 내수시장에서는 1999년 철차3사 통합 이래 철도차량 생산을 사실상 독점해오다 2012년 서울교통공사 7호선 SR전동차를 생산했던 경험을 바탕으로 2015년 3월 서울교통공사 2호선 신형전동차 수주 입찰에 참여했던 다원시스·로윈 컨소시엄의 낙찰로 독점체제가 깨졌으며, 세계시장에서는 급성장한 중국, 프랑스, 독일, 일본 등 선진업체의 치열한 경쟁으로 위축되어 12위로 내려앉았다.
세계 철도차량시장은 중국 난처(南車), 베이처(北車)가 중국의 고속철도망 확충 및 가격경쟁력, 저렴한 인건비, 국가적 차원의 지원에 힘입어 빠르게 성장하고 있으며 양사는 중국중쳐(中國中車)와 흡수 합병되어 세계시장 점유율 30% 이상을 차지하는 부동의 철차생산 1위 업체로 도약했다. 2위부터는 전통적인 철차제작업체 , 일본(가와사키, 히타치), 캐나다 봄바르디아, 프랑스 알스톰, 독일 지멘스 등이 뒤를 이으며, 현대로템은 2.4%의 시장점유율을 차지하고 있다.

2024년 9월 9일, 현대로템이 개발한 수소전기트램의 상세 제원을 알 수 있는 공식 홈페이지를 공개하였다.
수소전기트램은 1회 수소 충전으로 150㎞ 이상 달릴 수 있으며 충전에 필요한 시간은 약 15분 정도이다. 기존 배터리 방식의 트램이 1회 충전으로 20㎞ 이내로만 달릴 수 있고 충전에 1시간이 걸린다는 점을 고려하면 편리성이 뛰어나다. 또한 수소연료전지 시스템을 탑재해 동작 과정에서 미세먼지를 걸러내는 공기정화 효과가 있으며, 주행에 필요한 전력을 직접 생산해 전력 공급을 위한 별도의 전차선이 필요하지 않다는 장점이 있다. 설계 최고 속도는 시속 70㎞이며, 열차를 이끄는 회전식 구동대차와 고정식 부수대차 등 5개 모듈로 구성된다. 수소 탱크 확장을 통해 주행거리를 늘릴 수 있고 최대 승차 인원은 300명 이상이다. 수소전기트램은 2023년 10월 울산에서 성능 검증을 완료했다. 대전 도시철도 2호선에 도입되는 수소전기트램은 10월에 노선 공사를 시작할 예정이며 2028년 12월 중에 운행 예정이다.

### 방위사업
현대로템의 방위사업의 핵심은 지상무기체계의 연구개발이다.
국내 지상무기분야 시장에서는 현재 현대로템, 두산DST(구.대우중공업), 한화테크윈(구.삼성항공) 등 3개사가 나눠갖고 있으며, 현대로템의 방위사업은 구 현대정공(주) 중기사업부를 거쳐 2002년 현재의 사업부로 재편됐다. 현대로템의 방위사업은 K1 전차, K1A1 성능개량 전차, 계열전차인 구난전차, 교량전차 등을 생산해왔으며, 차기전차인 K2 흑표 전차를 개발했다. 그밖에도 차륜형전투차량, 유무인무기체계, 로봇, 첨단무기체계 등의 연구개발을 지속함으로써 국내 방산업체로서의 위치를 공고히 하고 있다.

### 플랜트사업
현대로템의 플랜트사업은 제철설비, 프레스, 자동차생산설비, 환경설비기술 등을 자랑한다. 제철설비기술은 국내외 대형제철소에 다양한 설비공급실적을 갖추고 있으며, 높은 생산성을 자랑한 프레스 기술, 국내 유일의 풀라인 공급능력을 보장하는 자동차생산설비 기술을 갖추고 있으며, 2006년 현대모비스(주)로부터 수처리, 폐기물처리 등의 환경설비사업을 양수받았다.

## 본점 및 지점 현황
- 본점: 경상남도 창원시 성산구 창원대로 488 (대원동)
- 의왕지점: 경기도 의왕시 철도박물관로 37 (삼동)
- 당진지점: 충청남도 당진시 송악읍 북부산업로 1480
- 강원지점: 강원도 삼척시 언장1길 27, 206호 (교동, 에너지방재지원센터)

## 생산 제품
철도 차량
- 경전철 전동차
  - 인천교통공사 2000호대 전동차
  - 부산-김해경전철 1000호대 전동차
  - 우이신설경전철 UL000호대 전동차
  - 김포골드라인운영 1000호대 전동차
- 한국형 표준전동차
  - 한국철도공사 3000호대 전동차
  - 한국철도공사 200000호대 전동차
  - 한국철도공사 210000호대 간선 전기 동차
  - 한국철도공사 311000호대·312000호대 전동차
  - 한국철도공사 319000호대 전동차
  - 한국철도공사 321000호대 전동차
  - 한국철도공사 331000호대 전동차
  - 한국철도공사 341000호대 전동차
  - 한국철도공사 351000호대 전동차
  - 한국철도공사 361000호대 전동차
  - 한국철도공사 368000호대 전동차
  - 한국철도공사 371000호대 전동차
  - 한국철도공사 381000호대 전동차
  - 한국철도공사 391000호대 전동차
  - 한국철도공사 392000호대 전동차
  - 한국철도공사 393000호대 전동차
  - 신분당선 D000호대 전동차
  - 공항철도 1000호대 전동차
  - 공항철도 2000호대 전동차
  - 서울교통공사 1000호대 VVVF 전동차
  - 서울교통공사 2000호대 VVVF 전동차
  - 서울교통공사 3000호대 VVVF 전동차
  - 서울교통공사 4000호대 VVVF 전동차
  - 서울교통공사 5000호대 전동차
  - 서울시메트로9호선 9000호대 전동차
  - 인천교통공사 1000호대 전동차
  - 인천교통공사 2000호대 전동차
  - 부산교통공사 1000호대 전동차
  - 부산교통공사 2000호대 전동차
  - 부산교통공사 3000호대 전동차
  - 대구교통공사 2000호대 전동차
  - 광주교통공사 1000호대 전동차
  - 대전교통공사 1000호대 전동차
  - SG레일 A000호대 전동차

- 고속열차
  - HEMU-430X
  - KTX-이음 (150000호대)
  - KTX
  - KTX-산천 (110000호대)
  - SRT (120000호대)
  - SRT (130000호대)
  - KTX-산천 (140000호대)
  - KTX-청룡 (160000호대)
  - HSEMU-370 (개발 중)
- 디젤 기관차
  - 한국철도공사 7600호대 디젤 기관차
- 전기 기관차
  - 한국철도공사 8200호대 전기 기관차
  - 한국철도공사 8500호대 전기 기관차
- 해외 철도차량 수출국 (타이완, 필리핀, 인도네시아, 말레이시아, 타이, 미얀마, 스리랑카, 방글라데시, 인도, 오스트레일리아, 이란, 시리아, 사우디아라비아, 튀르키예, 그리스, 오스트리아, 브라질, 아르헨티나, 미국, 캐나다, 아일랜드, 홍콩, 마카오, 뉴질랜드, 파키스탄, 네팔, 부탄, 이집트, 러시아, 우크라이나, 벨라루스, 몰도바, 카자흐스탄, 몽골, 아제르바이잔, 튀니지, 루마니아, 오만, 멕시코, 카타르, 싱가포르 등)

1996년 아다나시 경전철을 튀르키예에 처음 수출한 이후 10년 동안 품질과 납기 등 사업수행능력에서 현지의 높은 평가를 받아왔다. 2008년 7월은 투바사스 디젤동차(84량)을 수주하는 등 현재까지 튀르키예에만 7개 철도사업(총 806량, 16억 달러)을 수행하고 있다. 2008년 11월, 현대로템은 튀르키예 철도항만청에서 발주한 보스포러스 전동차 440량의 최종 공급자로 선정돼 현지에서 공급 계약을 체결하였다. 계약 규모는 1조원(5억8000만 유로)에 이르러, 창사이래 최대규모의 전동차 수주 계약을 따냈다.
전차
- 한국형 K1A1 전차
- 한국형 K2 흑표

플랜트 산업
- 제철설비
- 플랜트설비
- 탑승교
- 대형 프레스 등

## 같이 보기
- 알마티 지하철(카자흐스탄)
- 로템SRS